# Obszar mający znaczenie dla Wspólnoty
Obszar mający znaczenie dla Wspólnoty (OZW; ang. SCI – Site of Community Importance) –  status obszaru chronionego w ramach sieci Natura 2000, jaki dany obszar uzyskuje po zatwierdzeniu przez Komisję Europejską, w drodze decyzji, propozycji tego obszaru, jednak wobec którego nie został jeszcze wydany akt prawa krajowego, a więc obszar taki nie jest jeszcze formalnie wyznaczony w danym kraju.
Obszary Natura 2000, wyznaczane na podstawie dyrektywy siedliskowej, są proponowane przez państwa członkowskie Komisji Europejskiej, a następnie (po analizie merytorycznej) zatwierdzane przez Komisję. Status obszaru proponowanego nie jest jasny, co prawda nie stosuje się do niego wymogów ochrony wynikających z dyrektywy siedliskowej, niemniej państwa członkowskie są zobligowane do ochrony wartości przyrodniczych takiego obszaru do czasu jego zatwierdzenia przez Komisję i objęcia ochroną na mocy dyrektywy. 
Komisja zatwierdza proponowane obszary w drodze decyzji wykonawczych, w których znajdują się wykazy obszarów mających znaczenie dla Wspólnoty (OZW). Od tego momentu w stosunku do obszaru zatwierdzonego przez Komisję, który uzyskał przez to status OZW, obowiązują pełne przepisy dla obszarów Natura 2000.
W Polsce do obszarów proponowanych, nawet przed ich zatwierdzeniem przez Komisję, stosuje się przepisy tak jak do obszarów Natura 2000.

## Czechy i Słowacja
W Czechach obszary mające znaczenie dla Wspólnoty oraz specjalne obszary ochrony siedlisk noszą wspólną nazwę Evropsky významná lokalita (EVL), na Słowacji Územie európskeho významu (ÚEV), czyli „obszar o znaczeniu europejskim“.